# Juelz Ventura
Juelz Ventura est une actrice de films pornographiques brésilienne née le 31 juillet 1987 à Brasilia.

## Filmographie sélective
- 2008 : What An Ass 6
- 2009 : Orgy Sex Parties 7
- 2010 : Ashlynn Brooke's Lesbian Fantasies 2
- 2010 : Chick Flixxx
- 2010 : Halloween Strip-Off
- 2010 : Hardcore Gamer Goes Hardcore
- 2010 : Nerd Hard
- 2010 : It All Comes Down to This
- 2011 : American Cocksucking Sluts 1
- 2011 : Big Wet Asses 20
- 2011 : Juelz Ventura The Rockstar
- 2011 : Throat Fucks 3
- 2012 : America's Top Pussy
- 2012 : Big Tits at School 14
- 2012 : Big Tits in Sports 9
- 2012 : Hot Sauna Pussy
- 2012 : Juelz Ventura Live
- 2012 : Lesbian Sex 5
- 2012 : Miss Pretty Pussy
- 2012 : Spandex Loads 5
- 2012 : Sloppy Head 4
- 2012 : White Room Juelz Ventura
- 2013 : Anal Workout 2
- 2013 : Big Tits At Work 20
- 2013 : Bra Busters 5
- 2013 : Deep DP for Dessert
- 2013 : Juelz Ventura Solo
- 2013 : Lesbian Takeover
- 2013 : Nymphos
- 2013 : Porn-star Gets Fucked In The Ass
- 2013 : This Ain't Terminator XXX
- 2014 : Anal Buffet 9
- 2014 : Big Tits To Go With Her Creampie
- 2014 : Casting Couch
- 2014 : Guy Gets Caught In A Big Tit Oil Slick
- 2014 : Pornstar Juelz Ventura Fucked Balls Deep In The Ass
- 2014 : Pussy Whipped Pet
- 2014 : Rubber Cum Doll
- 2015 : Doctor's Pusscriptions
- 2015 : Pimp My Wife
- 2015 : Private Fantasies of Samantha Saint
- 2016 : Brooklyn Lee and Juelz Ventura Hone Their Deep Throat Skills
- 2016 : Buttsex Nymphos 4
- 2016 : Sloppy Lube Rectal Reaming
- 2017 : Finish in My Ass
- 2017 : Juelz Ventura's Biggest Fan
- 2017 : Swallowed 2
- 2018 : Career Sluts 2
- 2018 : Pornstar Paradise 4
- 2018 : Naughty Office 51
- 2019 : Deepthroat Auditions Juelz Ventura Skin Diamond Holly Michaels
- 2019 : Tonight's Girlfriend 83
- 2020 : Juelz Ventura Spreads Her Ass Open for a Brutal Anal Fucking
- 2020 : MILF Sugar Babes 26151
- 2021 : Celeste Stars Passionate Afternoon
- 2021 : Juelz Ventura: MILFs Like It Rough, Too
- 2021 : Naughty Nurses Skin Diamond and Juelz Vetura Suck The Life Out Of Jules Jordan

## Distinction
Récompenses
- 2012 : AVN Awards : Most Outrageous Sex Scene - American Cocksucking Sluts avec Brooklyn Lee
- 2012 : AVN Award : Best Oral Sex Scene - American Cocksucking Sluts avec Brooklyn Lee
- 2012 : Inked Awards : Winner: Female Performer of the Year

Nominations
- 2011 : AVN Awards : Most Outrageous Sex Scene - This Ain't Avatar XXX avec Chanel Preston, Dale DaBone, Misty Stone, Lexington Steele et Chris Johnson
- 2011 : AVN Awards : Unsung Starlet of the Year
- 2012 : AVN Award : Best All-Girl Group Sex Scene - Chick Flixxx avec Teagan Presley, Lexi Love, Asa Akira et Annabelle Lee.
- 2013 : Nightmoves : Best Ink
- 2013 : Sex Awards : Porn Star of the Year
- 2013 : Sex Awards : Porn's Best Body
- 2014 : AVN Award : Best POV Sex Scene, Spandex Loads 5
- 2014 : AVN Award : Best Three-Way Sex Scene: G/B/B, This Ain't Terminator XXX
- 2014 : Inked Awards : Female Performer of the Year
- 2015 : AVN Award : Best Group Sex Scene, Nymphos
- 2015 : AVN Award : Fan Award: Best Boobs
- 2016 : AVN Award : Best Oral Sex Scene, Private Fantasies of Samantha Saint
- 2015 : Inked Awards : Best Anal Performer
- 2015 : Inked Awards : Female Performer of the Year
- 2015 : Inked Awards : Scene of the Year, Casting Couch